# Explorateur de fichiers
Cet article concerne le logiciel fourni avec Windows. Pour l'ensemble des « explorateurs » de fichiers, voir Gestionnaire de fichiers.
Chronologie des versions
Gestionnaire de fichiers et Program Manager
Explorateur de fichiers (en anglais : File Explorer), précédemment l'Explorateur Windows (en anglais : Windows Explorer) est le gestionnaire de fichiers fourni avec le système d'exploitation Microsoft Windows. Le gestionnaire permet, notamment, d'afficher et de modifier le nom des fichiers et des dossiers, de manipuler les fichiers et les dossiers (copier, déplacer, effacer), d'ouvrir les fichiers de données, et de lancer les programmes. L'Explorateur Windows est également le programme qui affiche le bureau de Microsoft Windows, notamment la barre des tâches et le menu Démarrer.
L'Explorateur Windows, qui était à l'origine complètement distinct du navigateur web Internet Explorer, est apparu avec Windows 95 comme un remplacement de l'ancien gestionnaire de fichiers de Microsoft Windows.

## Historique
Le gestionnaire de fichiers utilisé par Microsoft avant 1995 était winfile.exe. Il utilisait une fenêtre séparée pour chacun des disques. À l'opposé, avec l'explorateur Windows, tout est regroupé sous forme d'arborescence.
À partir de Windows 95, l'explorateur de fichier a remplacé l'ancien gestionnaire de fichiers Windows.
Avec l'arrivée de Windows 98, l'Explorateur Windows devint une base d'Internet Explorer, en utilisant notamment les flèches de navigation pour le parcours des répertoires. L'explorateur et Internet Explorer sont en général appelés par des raccourcis séparés, mais, dans les 2 cas, ce sont les mêmes bibliothèques logicielles qui sont appelées. Exemple : dans la barre de titre de l'explorateur, si on remplace la chaîne c:\tmp par http://fr.wikipedia.org/, on se retrouve à naviguer sur internet ; la fenêtre a alors la même apparence que celle d'Internet Explorer.
Dans Windows Me, les flèches de navigation sont plus petites que dans Windows 98.

## Shell de l'interface graphique
L'explorateur n'est pas seulement un outil lancé par l'utilisateur ; en fait, sans que l'utilisateur le voie, dès qu'il se connecte, l'interface graphique est assumée par l'explorateur. Ceci est visible par exemple en consultant la liste des processus : il y a toujours un processus explorer.exe. Par ailleurs, dans d'anciennes versions de Windows, la suppression d'Internet Explorer rendait inopérant l'explorateur Windows, qui utilise une partie de son code.
D'un point de vue plus technique, explorer.exe est le shell de l'interface graphique. Dans la base de registre, ceci est défini par la clé HKEY_LOCAL_MACHINE\SOFTWARE\Microsoft\Windows NT\CurrentVersion\Winlogon\shell qui contient la valeur "explorer.exe".

## Gravure de disque optique
Dès Windows XP, l'explorateur permettait d'écrire des fichiers sur certains disques compact (CD). Il permettait de graver même des DVD-RAM.
Sur Windows Vista, l'explorateur permet la gravure de DVD (DVD±R, DVD±R DL, DVD±R RW). Ce mécanisme utilise la bibliothèque logicielle IMAPI (en) Image Mastering API (en)).

## Raccourci de l'explorateur

### Raccourci clavierpar défaut
Des raccourcis clavier par défaut sont définis : pour ouvrir directement le Poste de travail dans l'explorateur Windows (touches Windows + E), pour réduire toutes les fenêtres et revenir à l'affichage du bureau (touches Windows + D, comme Desktop, bureau en anglais), pour afficher la boîte de dialogue et exécuter une tâche (touches Windows + R, comme Run, exécuter en anglais).
Si un utilisateur s'absente quelques minutes et veut éviter que quelqu'un profite de cette courte absence pour utiliser indûment la session, il peut la verrouiller avec le raccourci (touches Windows + L, comme Lock, verrouiller en anglais).

### Raccourci paramétré par l'utilisateur
Pour afficher un répertoire plus spécifique que celui par défaut (répertoire "Mes documents" de l'utilisateur connecté), il faut mettre à la fin de la ligne de commande le chemin de ce répertoire. Dans ce cas-là, pour afficher le deuxième volet (celui de l'arborescence à gauche), il faut insérer le modificateur /e et le séparateur ",". Exemple : explorer.exe /e,C: Affiche le contenu du disque C: et le volet d'exploration des dossiers

## Particularités

### Lancer l'explorateur pour un autre utilisateur (administrateur ou autre)

#### Présentation générale
Par défaut, la fonctionnalité "exécuter en tant que..." ne fonctionne pas pour le cas particulier de explorer.exe. Plus exactement, il n'y a aucun message d'erreur et l'utilisateur ne voit pas apparaître la fenêtre de l'explorateur.
Pour que cette fonctionnalité soit possible, il faut paramétrer dans le registre SeparateProcess pour le deuxième login (dans HKEY_CURRENT_USER\Software\Microsoft\Windows\CurrentVersion\Explorer\Advanced\" . Ceci peut être fait par exemple via l'interface graphique (outils/option des dossiers/onglet Affichage/Paramètres avancés/Fichiers et dossiers, coche Ouvrir les fenêtres des dossiers dans un processus différent puis, impérativement, déconnexion). Si le service connexion secondaire (SecLogon) n'est pas lancé, l'utilisateur aura un message d'erreur explicite lorsqu'il tente d'utiliser ''Exécuter en tant que..." (pour explorer.exe ou pour tout autre cas).

#### Exemple d'utilisation
Vous pourrez vous connecter pour un login qui n'est pas membre du groupe Administrateurs. Vous pourrez faire tout ce que vous voulez sur internet avec une relative sécurité. Si à un moment, vous avez besoin d'utiliser l'explorateur en ayant tous les droits, il vous suffit de lancer explorer.exe en tant qu'administrateur.

### Revenir à l'ancienne fonction "Rechercher" de Windows
Dans les versions précédentes de l'explorateur de Windows, la fonction "Rechercher" avait une interface graphique différente. Il est possible de revenir à l'ancienne ergonomie (en créant la valeur chaîne "Use Search Asst"' de type "Valeur chaine" et valeur "no" (en minuscule") dans HKEY_CURRENT_USER\Software\Microsoft\Windows\CurrentVersion\Explorer\CabinetState

### Paires pages web et dossiers
Si vous avez visité une page web dont vous voulez conserver les images, vous pouvez l'enregistrer au format Page web complète avec le nom que vous voulez (par exemple : toto).
Un dossier est alors créé (toto_fichiers), en complément du fichier (toto.HTML) et contient toutes les images (ainsi que des fichiers Feuilles de style en cascade .CSS, JavaScript, etc.). Avec les paramètres par défaut, si vous effacez le fichier HTML, le dossier sera effacé en même temps sans qu'aucun message n'apparaisse. Pour conserver le dossier et les images qu'il contient, vous devez le « désolidariser » du fichier HTML.
Il est possible de désolidariser le fichier et le répertoire.
Si Microsoft Office n'est pas installé,
aucun menu de l'interface graphique ne permet de le paramétrer. Il faut aller directement dans le registre et paramétrer "NoFileFolderConnection" dans HKEY_CURRENT_USER\...\CurrentVersion\explorer\Advanced\Folder\Thickets\.
Si Microsoft Office est installé, l'interface graphique permet de réaliser aisément ce paramétrage
outils/option des dossiers/onglet Affichage/Paramètres avancés/Fichiers et dossiers/Gestion de paires de pages web et de dossiers.

## Affichage spécifique à certains fichiers
Certains dossiers spéciaux n'affichent pas les fichiers qu'ils contiennent. En général, ils contiennent un fichier nommé Desktop.ini qui définit comment afficher le contenu du dossier.

### Cas particulier des répertoiresassembly/*
Habituellement, il y a une correspondance étroite entre ce que l'explorateur affiche et l'arborescence des fichiers. Il y a un répertoire qui fait exception : si le framework .NET est installé, alors il y a un répertoire %SystemRoot%\assembly qui contient le GAC.
Sur ce répertoire assembly, l'explorateur n'affiche pas les sous-répertoires (gac, gac32, gac_msil, NativeImages*), mais il affiche à la place le nom des composants .NET qui sont dans ces sous-répertoires : de accessibility V1 et V2 à System.Xml.
Pour chaque composant .NET, l'explorateur affiche le jeton de clé public (qui sert d'identifiant unique pour le composant).

## Cas des Windows 9x
Dans les dernières versions de Windows 95, puis les versions Windows 98 et Windows Me, l'explorateur est solidaire de Internet Explorer. Mais il est possible de supprimer Internet Explorer en installant la version de l'explorateur fournie avec la version Windows 95B (OSR 2), et des deux fichiers liés : comctl32.dll et shell32.dll.[réf. nécessaire]